# Slaget vid Teutoburgerskogen

Kartan över slaget i Teutoburgerskogen

Slaget vid Teutoburgerskogen, (tyska: Schlacht im Teutoburger Wald, Hermannsschlacht, eller Varusschlacht), beskrivet som Varusslaget (Clades Variana) av romerska historiker, utkämpades år 9 e.Kr. vid dagens Kalkriese, utanför Osnabrück. Tidigare har man dock trott att slaget har ägt rum i Teutoburgerskogen, några mil söder om Kalkriese. Slaget inträffade då en allians av germanska stammar under ledning av Arminius överföll och tillintetgjorde tre romerska legioner under ledning av Publius Quinctilius Varus. Händelsen var bortglömd under århundraden och återupptäcktes i början av 1500-talet, då Tacitus skrifter hade hittats i ett par kloster. Den exakta platsen för slaget, vid byn Kalkriese nära Bramsche, blev känd först 1987 genom fynd av en brittisk amatörarkeolog som funnit en silverskatt. Under ledning av Wolfgang Schlüter gjordes sedan noggranna undersökningar som kunde slå fast att man funnit platsen för slaget.

## Namngivning
Namnet Teutoburgium förekommer i Tacitus skrift om händelsen. Problemet är att hans uppgift haud procul kan tolkas som två timmars eller två dagars vandring. Tidigare antogs att en skog längre söderut var platsen och den fick under 1600-talet namnet Teutoburgerskogen.

## Bakgrund
Från 12 f.Kr., då Nero Claudius Drusus tågat österut över Rhen ända fram till Elbe, hade romarna en viss kontroll över områdena öster om Rhen. Romarriket och germanerna låg inte i öppet krig med varandra, men det fanns stammar som motsatte sig romarna. Dessutom fanns romerska fältherrar som ville få bättre anseende genom framgångsrika krigståg. År 9 e.Kr. tågade Quinctilius Varus västerut i riktning mot vinterkvarter i Vetera Castra med de romerska 17:e, 18:e och 19:e legionerna (efter detta nederlag användes aldrig mera legionsnumren 17, 18 och 19), samt ytterligare sex kohorter (totalt 36 stycken) och tre alae kavalleri cirka 20 000 man. Samtidig fanns rykten om några oroligheter i regionen som besöktes. Varus beslöt sig för att ta en genväg och ledde sina män genom ett svårgenomträngligt område av träskmarker och täta skogsdungar.
Personerna som i följande rubriker kallas germaner hade ordet germaner inte som självbeteckning. De tillhörde istället olika folkgrupper.

## Slaget
Några germaner som var delaktiga i romarnas tåg lämnade legionerna tillfälligt för att komma tillbaka som fiender. Under slagets första dag minskade Varus sin tross genom att bränna ner flera vagnar. Det gav legionerna mer rörlighet.
Den till synes trogne legionären Arminius (senare av Martin Luther ändrat till Hermann) hade planerat ett bakhåll och lyckats samla nästan 20 000 germanska krigare vid sin sida. De planerade sin fälla väl. Längs en väg som gick genom en skog nedanför åsen Kalkrieser Berg (Schmittenhöhe) hade man grävt upp en vall på den norra, högre sidan om vägen. Bakom vallen gömde sig 5 000 germaner, i skogen ytterligare 5 000 och längre västerut 7 000 för att anfalla romarna över vägen bakifrån. Vidare var 1 000 germaner stationerade österut längs vägen för att förhindra romarna att fly den vägen om anfallet inte blev lika paralyserande som man väntat sig (vilket det sedan blev).
Planen fungerade mycket väl. Legionärerna var uppställda i marschformation och bildade en tre kilometer lång, i sidorna mycket sårbar kolonn. Humöret var nedsatt på grund av leran och slasket, som även möjligen hindrade användningen av vapnen. Germanerna hade grävt bort en alternativ väg ut ur skogen, så när romarna väl befann sig nedanför berget var det flera kilometer till närmaste flyktväg. När germanerna anföll romarna i sidan blev dessa fullständigt överrumplade och tusentals stupade. När sedan de germanska förstärkningarna kom bakifrån och ut genom skogen, förlorade Varus kontrollen, varför han tillsammans med ett stort antal officerare begick självmord. Flera andra officerare togs till fånga. Ett antal av dessa blev friköpta, men resten offrades enligt germanernas sed till deras gudar som tack för segern. Enligt den Romerske historiken Tacitus blev dom offrade vid altare och deras huvuden fäst på trädstammar på stridsplatsen. De 36 kohorterna blev fullständigt utplånade, sånär som på ett tusental man som lyckades fly och rapportera om den fasansfulla nyheten: på några timmar hade Augustus förlorat en sjättedel av hela den romerska krigsmakten. Det blev, strategiskt sett, Roms nesligaste nederlag.

## Följder
Kort efter slaget ersattes alla tre legioner och ytterligare fem tillkom. De säkrade romarrikets gräns vid Rhen och var aktiva öster om floden. Året 13 skrev Augustus i Res Gestae (inte Ammianus Marcellinus skrift) att han hade gjord Spanien, Gallien och Germanien till fredliga regioner. Germanicus utförde fram till året 16 några mindre slag.
Sedan bestämde Tiberius att Germanicus skulle återvända till Rom. Fältherrens strider bedömdes som mindre framgångsrika och de skapade inte mer säkerhet. Romarriket förlorade merparten av dagens Tyskland, området mellan Rhen och Elbe, då man drog sig tillbaka västerut för att aldrig komma tillbaka. Å andra sidan hade olika ledamöter av senaten fram till året 98 hopp om att Germanien kunde återfås. Rom hade förlorat sitt överläge med vilket de lagt under sig merparten av Germanien. Aldrig skulle Rom återfå det överläget, aldrig skulle Romarriket vara så starkt som det var timmarna före slaget, inte ens vid kejsar Trajanus död 108 år senare. Vid Trajanus död var hoten mot riket vid andra delar av gränsen större. En viss tröst var att en viss germansk passivitet efter slaget avvärjde alla hot som kunnat komma från att Gallien var nästan helt oskyddat då Varus besegrats.
Efter år 16 utbröt strider mellan olika germanska stammar. Ett slag där cherusker kämpade mot markomanner, som vanns av cheruskerna under Arminius. År 21 blev han dödad av några släktingar.
På längre sikt hade slaget stor betydelse för Europas historia, då Rom aldrig lyckades införliva Germanien i den romerska provinsstrukturen.
Kejsar Augustus tog nederlaget mycket hårt och skyllde det på Varus. I en månad undlät han att raka sig och vandrande omkring i palatset och slig huvudet i väggarna och utan förvarning kunde skrika ut: "Quinctilius Varus, ge mig tillbaka mina legioner". Å andra sidan begravdes Varus huvud som Arminuis hade slagit av i familjegravvården i Rom. Det skedde efter Augustus order. För Varus släktingar fanns inga negativa följder.
Den första som gav en negativ beskrivning av Varus var Marcus Velleius Paterculus i Historia romana. Paterculus beskrev honom som mjuk och tillbakadragen. Denna skildring övertogs av Theodor Mommsen som präglade bilden på Varus under 1800-talet.

## Minnesmärke från 1800-talet

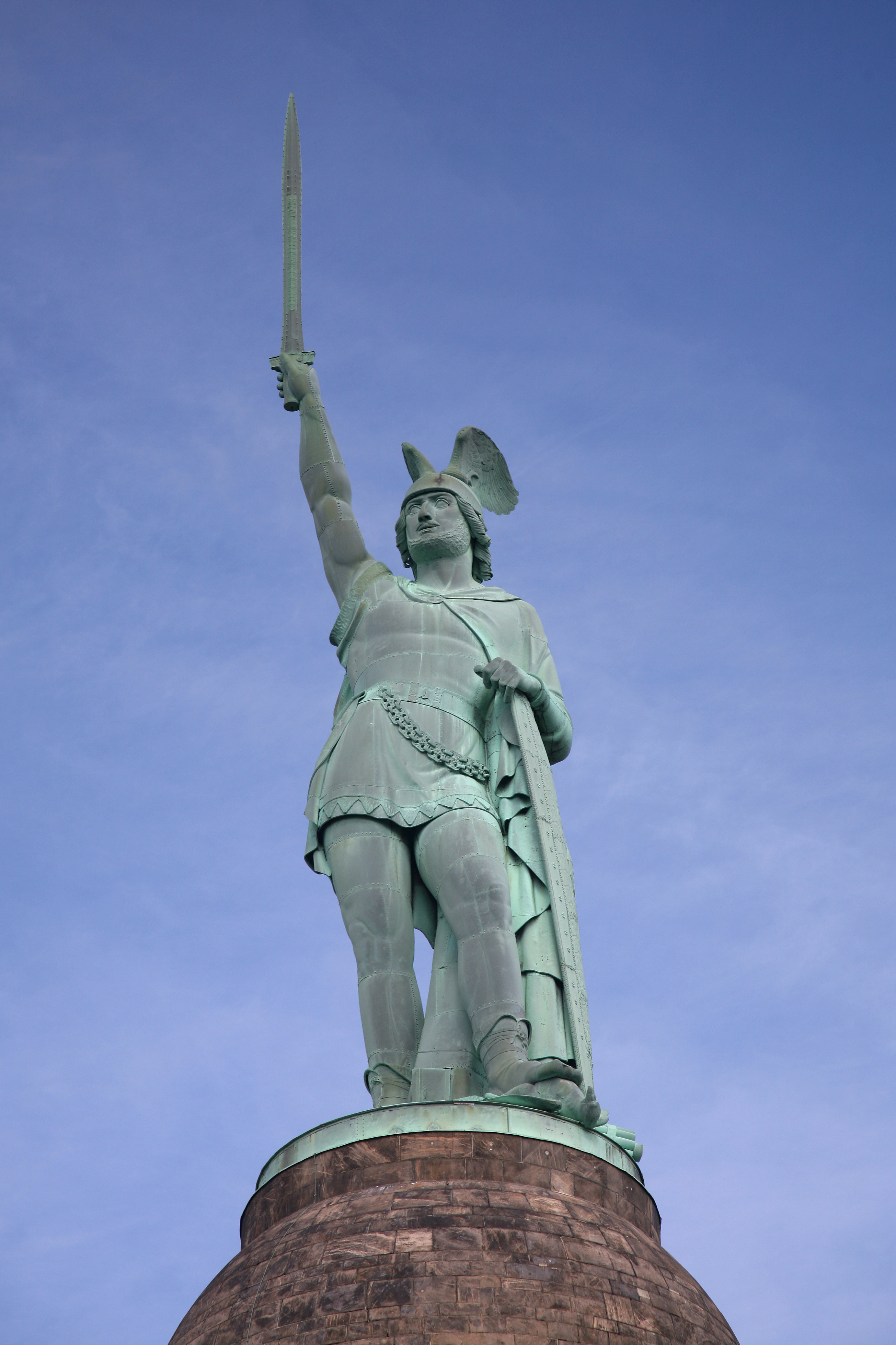
Hermannsdenkmal.

Minnesmärket Hermannsdenkmal över slaget byggdes mellan 1838 och 1875 på berget Teutberg sydväst om staden Detmold vid den södra delen av Teutoburgerskogen i det dåvarande furstendömet Lippe (numera delstaten Nordrhein-Westfalen). Skulpturen har en höjd av 26,57 meter och med sockeln är minnesmärket 53,56 meter högt.